# KTO (stacja telewizyjna)

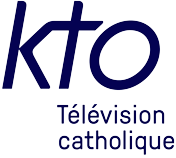
Logo KTO

KTO – francuska telewizja katolicka założona w 1999 z inicjatywy arcybiskupa Paryża kardynała Jean-Marie Lustigera. KTO nadaje programy informacyjno-publicystyczne, filmy dokumentalne i edukacyjne o tematyce religijnej i społecznej. Ponadto transmituje msze święte z katedry Notre Dame oraz ważne wydarzenia religijne, tj. uroczystości w Watykanie czy Światowe Dni Młodzieży.